# Dendrophthoe gjellerupii
Dendrophthoe gjellerupii är en tvåhjärtbladig växtart som beskrevs av Danser. Dendrophthoe gjellerupii ingår i släktet Dendrophthoe och familjen Loranthaceae. Inga underarter finns listade i Catalogue of Life.